# بصیر آهنگ
بصیر آهنگ (زاده ۱۱ حوت/اسفند ۱۳۶۲ از مالستان - ولایت غزنی) شاعر، روزنامه‌نگار و فعال حقوق بشر از مردم هزاره است. وی سال ۲۰۰۸ به ایتالیا مهاجرت کرد و اکنون در ونیز زندگی می‌کند. وی در سازمان کمیساریای عالی سازمان ملل برای پناهندگان مشغول به فعالیت است. بصیر آهنگ به دلیل فعالیت در خصوص حقوق بشر و مردم هزاره چهره شناخته شده‌ای است و مدیر سایت خبری شبکه سراسری مردم هزاره نیز است. وی در فیلم شبیه پسرم به کارگردانی کاستانزا کواتریلیو در نقش بازیگر اول فیلم که مربوط به یک مهاجر هزاره که در کودکی به ایتالیا مهاجرت کرده، نقش آفرینی کرده‌است.

## زندگی‌نامه
بصیر آهنگ زاده ۱۱ حوت/اسفند ۱۳۶۲ در افغانستان در مالستان ولایت غزنی است. وی دیپلم تحصیلی خود را از لیسه/دبیرستانی در روستای میرآدینه که در ولسوالی مالستان ولایت غزنی موقعیت دارد کسب کرد. وی توانست مدرک لیسانس خود را در سال ۲۰۰۷ از دانشکده زبان و ادبیات فارسی از دانشگاه کابل کسب کند. آهنگ در سال ۲۰۰۸ به ایتالیا مهاجرت کرد و تحصیلات خود را در رشته روابط بین‌الملل از دانشگاه پادوا در شمال ایتالیا ادامه داد.

## فعالیت‌ها
بصیر آهنگ هم‌زمان با تحصیل در دانشگاه کابل با رسانه‌های مختلف همکاری داشته‌است و یکی از مؤسسین رادیو محلی در ولسوالی مالستان نیز است. وی تاکنون صدها گزارش دربارهٔ وضعیت پناهجویان و مسایل حقوقی آن‌ها، وضعیت حقوق زنان افغانستان، آزادی بیان و نقض حقوق بشر به زبانهای فارسی، ایتالیایی و انگلیسی در رسانه‌های مختلف از جمله، کابل پرس، بی‌بی‌سی، رادیو زمانه، دویچه وله، شبکه سراسری مردم هزاره، چهره پناهنده، جمهوری سکوت، غرجستان، روزنامه افغانستان، روزنامه هشت صبح و غیره منتشر کرده که برخی از مقالاتش به زبانهای فرانسوی، آلمانی و عربی نیز ترجمه شده‌است. شبکهٔ خبری الجزیره در سال ۲۰۱۳ در مصاحبهٔ او را کارشناس مسایل پناهجویان لقب داد. آقای آهنگ تاکنون در کنفرانس‌های متعددی دربارهٔ حقوق پناهجویان، مسایل افغانستان و حقوق زنان شرکت نموده و به خاطر فعالیت‌هایش مورد تقدیر موسسات حقوق بشری قرار گرفته‌است.

### مقالات به زبان ایتالیایی
از آقای آهنگ سه مقاله تحقیقی با موضوع حقوق بشر و بحران سیاسی و اجتماعی در افغانستان به زبان ایتالیایی منتشر شده‌است. این مقالات در کتاب‌های زیر که مجموع مقالات نویسندگان مختلف است به چاپ رسیده‌است.
1. ژیوپولیتیک صلح "کشورهای ترس "۲۰۰۹ ونیز ایتالیا[۲۱]
2. Afghanistan Fede Cuore Ragione میلان ۲۰۱۲[۲۲]
3. آغاز دوباره "Ripartire" رُم ۲۰۱۳[۲۳]

### فعالیت حقوق پناهندگان

پوستر فیلم شبیه پسرم در جشنواره لوکارنو. با نقش آفرینی بصیر آهنگ.

آقای آهنگ در سال ۲۰۰۹ پس از آنکه از وضعیت بد پناهجویان افغانستان در یونان با خبر شد، با تیمی از داکتران بدون مرز، وکلای دادگستری و روز نامه نگاران به شهر پاترا در یونان رفت. آقای آهنگ اولین روز نامه نگار فارسی‌زبانی بود که از شرایط بد پناهجویان در شهر پاترا نوشت. اولین گزارش‌های او که در زبان فارسی در سایت کابل پرس و در زبان ایتالیایی در بعضی از رسانه‌های ایتالیا منتشر شد، همه را شکه کرد، زیرا تا آن زمان هیچ معلومات دربارهٔ وضعیت پناهجویان در یونان در دسترس مردم قرار نگرفته بود. دریکی از گزارش‌های آقای آهنگ که دربارهٔ رفتار بد پلیس ایتالیا با نوجوان ۱۳ سالهٔ به نام علی داد پرداخته بود، به تاریخ ۳۱ مارس ۲۰۰۹ پارلمان ایتالیا رسماً واکنش داد و خواهان پیگیری قضیه شد.
در این سفر آقای آهنگ فلم مستندی از وضعیت نا بسامان پناهجویان افغانستانی در یونان ساخت، پس از آنکه قسمتی از این فلم مستند از تلویزیون دولتی ایتالیا "Rai" نشر گردید، خبرنگاران و موسسات حقوق بشری را وادار کرد تا یونان بروند و وضعیت پناهجویان و نقض صریح حقوق آنان توسط پلیس یونان را زیر ذره بین داشته باشند.
آقای آهنگ در ماه «می» ۲۰۰۹ به همکاری چند وکیل دادگستری و فعالان حقوق بشر در ایتالیا، به دلیل برخوردهای توهین‌آمیز و نقض حقوق پناهجویان علیه دولت ایتالیا و دولت یونان در دادگاه حقوق بشر اتحادیه اروپا در استراسبورگ فرانسه شکایت کرد. در این شکایت نامه از دادگاه حقوق بشر اروپا خواسته شده تا با فشار بر دولت‌های ایتالیا و یونان از نقض سیستماتیک حقوق پناهجویان جلوگیری کند. در این شکایت نامه پروندهٔ ۵۴ تن از پناهجویان افغانستانی و سومالی که از سوی پلیس یونان و ایتالیا مورد شکنجه و آزار و اذیت قرار گرفته بود نیز شامل بود که تاکنون این پروسه ادامه دارد و دادگاه حقوق بشر اروپا اصل ادعا را پذیرفته و تحقیق بالای پرونده‌های پناهجویان را ادامه می‌دهد.

### فعالیت هنری
بصیر آهنگ در فیلم شبیه پسرم به کارگردانی کاستانزا کواتریلیو نیز در نقش اول فیلم که مربوط به کودکی به نام اسماعیل است بازی کرده‌است. این فیلم برای اولین بار در تاریخ ۶ اوت ۲۰۱۸ در بخش غیر رقابتی جشنواره لوکارنو روی پرده رفت.

## آثار
بصیر آهنگ یک مجموعه شعر به زبان ایتالیایی با نام رویاهای آتش‌بس (SOGNI DI TREGUA) را توسط انتشارات گیلگمش ایتالیا در سال ۲۰۰۹ منتشر کرده‌است.

## جوایز
بصیر آهنگ در سال ۱۳۹۴ توانست جایزه ملی شعر و سمبل دانته ایتالیا که به مناسبت یابود هفتصدمین سالگرد تولد دانته آلیگری برگزار شده بود را در بخش بهترین شاعر غیر ایتالیایی بخاطر انتشار کتاب مجموعه شعر رویاهای آتش‌بس کسب کند. وی همچنین جایزه ویژه هیئت داوران مسابقه ملی شعر و ادبیات سانتانازتازیای ایتالیا را برای شعری به زبان ایتالیایی که با موضوع یادبود قربانیان هزاره یکاولنگ سروده بود کسب کرده‌است.